# Tracts relative to the island of St. Helena
Tracts relative to the island of St. Helena (abreviado Tracts St. Helena) es un libro con ilustraciones y descripciones botánicas que fue escrito por el botánico inglés Alexander Beatson y publicado en Londres en el año 1816 con el nombre de Tracts Relative to the Island of St. Helena: written during a residence of five years / by Major-General Alexander Beatson. Illus. with views, engraved by Mr. William Daniell, from the drawings of Samuel Davis, esq. London.